# Megalithen auf Ormond’s Island

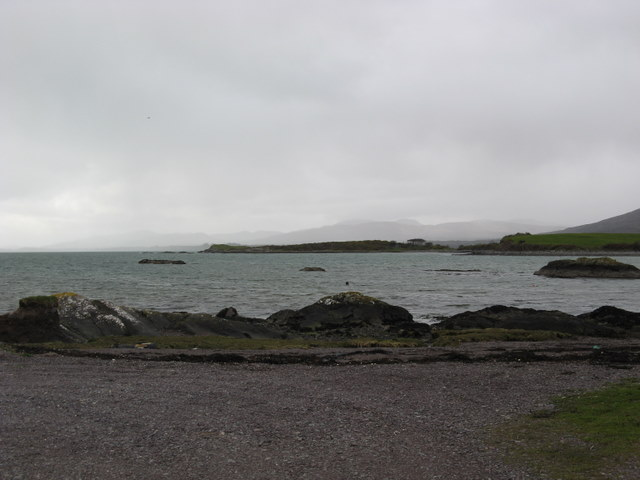
Ormond’s Island von Coornagillagh aus gesehen

Die Megalithen auf Ormond’s Island (zwei Boulder Burials und zwei Menhire; englisch Standing stones) befinden sich auf der 12,85 ha großen, langgestreckten Gezeiteninsel Ormond’s Island (irisch Oileán Urumhan). Die Insel liegt in der Kenmare River (irisch: An Ribhéar) genannten Bucht, nördlich der Beara-Halbinsel im County Kerry, nahe der Grenze zum County Cork in Irland.

## Townland und Quellen
Die Insel bildet ein eigenes Townland. Die Seite des irischen National Monument Service (NMS) weist unter diesem Namen allerdings keine Treffer aus; unter dem Namen des auf dem Festland gegenüber liegenden Townlands („Coornagillagh“, irisch: Cuar na gCoileach) werden jedoch zwei Menhire und ein Boulder Burial angezeigt.

## Megalithen
- Auf einer Weide im Nordosten steht ein dreieckiger Menhir (KE101-106----).
- Etwa 100 m westlich, in einer Feldgrenze, die im Meer verloren gehen wird, befindet sich ein kleines Boulder Burial.
- Weitere 80 m westlich steht ein Menhir an einer Hausruine (KE101-107----).
- Westlich der Ruine liegt ein größeres Boulder Burial (KE101-108----).

Es scheint, dass das Feld einst mit vielen Boulder Burials belegt war, die aber abgeräumt wurden. Nur die randständigen blieben erhalten.* 

## Geschichte
Die Insel war im Besitz der Familie O’Sullivan Beare, deren Chef Donal Cam etwa 1.000 seiner Anhänger 1602 ins 500 km entfernte County Leitrim führte, nachdem seine Befestigungen in Dunboy und Dursey von den Engländern unter George Carew (1555–1629) zerstört wurden. Die O’Sullivans residierten in der Nähe von Ormond’s Island. Diese Burg wurde 1643 auf Befehl Oliver Cromwells zerstört und die Familie war gezwungen, ihr ehemaliges Eigentum zu mieten.